# My Eyes
«My Eyes» (с англ. — «Мои глаза») — пятый сингл американского кантри-певца Блейка Шелтона с его седьмого студийного альбома Based on a True Story…. Был записан при участии певицы Гвен Себастиан, а релиз прошёл в апреле 2014 года. Авторами композиции стали Tommy Lee James, Josh Osborne и Andrew Dorff.

## История
Сингл впервые вышел на кантри-радио 26 апреля 2014 года.
«My Eyes», достиг позиции № 1 в Радиоэфирном кантри-чарте Country Airplay журнала Billboard, в том числе став 12-м чарттоппером подряд для Блейка Шелтона. Песня получила положительные отзывы музыкальной критики, например от Taste of Country. К августу 2015 года было продано 550 000 копий сингла в США.

## Позиции в чартах

### Еженедельные чарты
| Чарт (2014)                         | Наивысшая позиция |
| ----------------------------------- | ----------------- |
| Канада (Billboard Canadian Hot 100) | 39                |
| Канада (Billboard Country)          | 1                 |
| США (Billboard Hot 100)             | 39                |
| США (Billboard Country Airplay)     | 1                 |
| США (Billboard Hot Country Songs)   | 4                 |

### Итоговые годовые чарты
| Чарт (2014)                       | Позиция |
| --------------------------------- | ------- |
| США Country Airplay (Billboard)   | 53      |
| США Hot Country Songs (Billboard) | 39      |

## Сертификации
| Регион | Сертификация | Продажи |
| --- | ------------ | ------- |
| США (RIAA) | Золотой      | 500 000 |
| * Данные о продажах приведены только на основе сертификации. ^ Данные о тиражах приведены только на основе сертификации. |              |         |